# Мерілін Маккорд-Адамс
Ме́рілін Макко́рд-А́дамс (англ. Marilyn McCord Adams; 12 жовтня 1943, Чикаго, Ілліной, США — 22 березня 2017, Принстон, Нью-Джерсі, США) — американська філософка, священниця Єпископальної церкви.

## Життєпис
Народилась у Чикаго, в родині Вільяма Кларка-Макорда та Вілми Браун-Макорд. 1966 року уклала шлюб із філософом Робертом Меріг'ю-Адамсом Робертом Меріг'ю-Адамсом. Захистила бакалаврат мистецтв в Іллінойському університеті, 1967 року отримала докторський ступінь філософії в Корнелльському університеті, а 1984 — теологічний магістерський ступінь у Принстонський теологічній семінарії. 2008 року захистила докторський ступінь богослів'я в Оксфордському університеті.
Адам було висвячено у священниці Єпископальної церкви 1987 року.
Філософію Макорд-Адамс було зосереджено на релігії, зокрема, питанні добра й зла, філосовській теології, метафізиці та середньовічній філософії. Вона була християнською універсалісткою, яка вірила в те, що врешті людство відшукає спасіння в Христі.
Померла від раку 22 березня 2017 року.